# Kenseikai
Die Kenseikai (jap. 憲政会 englisch Constitutional Association) war eine politische Partei in Japan in der Zeit vor dem Zweiten Weltkrieg.
Der Kenseikai wurde am 10. Oktober 1916 als Zusammenschluss der Rikken Dōshikai (unter Katō Takaaki), Chūseikai (unter Ozaki Yukio) und des Kōyū Club (eine kleine Oppositionsgruppe) gegründet. Unter der Leitung von Katō Takaaki einigte sich die neue Partei durch ihre Opposition gegen die Politik der regierende Rikken Seiyūkai unter Premierminister Ōkuma Shigenobu. Die Partei wurde finanziell vom Mitsubishi Zaibatsu unterstützt, aufgrund der familiären Beziehungen zu Katō Takaaki.  Zu den Parteiführern gehörten Hamaguchi Osachi und Adachi Kenzō.  Die Fusion brachte der Kenseikai insgesamt 198 Sitze im Repräsentantenhaus des japanischen Parlamentes und damit eine Mehrheit und ließ erwarten, dass Katō Takaaki der nächste Premierminister werden würde.
Die Position des Premierministers war jedoch eine direkte Ernennung durch den japanischen Kaiser auf Empfehlung der Genrō. Unerwartet empfahlen die Genrō aber stattdessen General Terauchi Masatake. Aus Protest initiierte die Kenseikai ein Misstrauensvotum, woraufhin das Repräsentantenhaus aufgelöst wurde und zur politischen Isolation der Kenseikai für fast ein Jahrzehnt lang führte. Während der Zeit in der Opposition lehnte die Kenseikai die Sibirische Intervention entschieden ab und drängte auf mehr Rechte für Gewerkschaften.
Bei den Parlamentswahlen 1924 erreichte die Kenseikai 150 Sitze und war damit die größte Einzelpartei im Repräsentantenhaus, allerdings ohne Mehrheit. Katō stimmte der Bildung einer Koalitionsregierung mit der Rikken Seiyukai (unter der Leitung von Takahashi Korekiyo), die 100 Sitze hatte und dem Kakushin Club (unter der Leitung von Inukai Tsuyoshi), die 30 Sitze hatte, zu. Diese Dreierkoalition (Goken Sampa Naikaku) war die erste regierende Koalition in der japanischen Geschichte und konzentrierte sich mit ihrer Mehrheit auf innenpolitische Reformen und eine moderate Außenpolitik.
Die Kenseikai drängte verstärkt auf eine Herrschaft unter der Meiji-Verfassung, ohne Einfluss oder Kontrolle durch die Genrō. Sie befürwortete auch das allgemeine Männerwahlrecht (das zum Allgemeinen Wahlgesetz führte) sowie Reformen im Arbeitsrecht als auch der Landwirtschaft. Trotz ihres liberalen Images verabschiedete die Koalition jedoch 1925 das Friedenssicherungsgesetz.
Nach dem Tod von Katō wurde die Partei von Wakatsuki Reijirō geführt, jedoch konnte sein Kabinett 1927 die Finanzkrise von Shōwa nicht überstehen. Die Partei fusionierte im Juni des gleichen Jahres mit dem Seiyū Hontō zur Rikken Minseitō.